# Koczwara
Koczwara is een plaats in het Poolse district  Konecki, woiwodschap Święty Krzyż. De plaats maakt deel uit van de gemeente Końskie en telt 200 inwoners.